# Буббио
Буббио (итал. Bubbio) — коммуна в Италии, располагается в регионе Пьемонт, в провинции Асти.
Население составляет 898 человек (2008 г.), плотность населения составляет 57 чел./км². Занимает площадь 16 км². Почтовый индекс — 14051. Телефонный код — 0144.
Покровителем коммуны почитается святой апостол Симон Кананит (Simone il Cananeo), празднование 28 октября.

## Демография
Динамика населения:

## Администрация коммуны
- Официальный сайт: http://www.comune.bubbio.at.it